# Турчин (Горній Кнегинець)
Турчин (хорв. Turčin) — населений пункт у Хорватії, в Вараждинській жупанії у складі громади Горній Кнегинець.

## Населення
Населення за даними перепису 2011 року становило 931 осіб.
Динаміка чисельності населення поселення:

## Клімат
Середня річна температура становить 10,34 °C, середня максимальна – 25,00 °C, а середня мінімальна – -6,28 °C. Середня річна кількість опадів – 864 мм.
| Клімат поселення                              | Клімат поселення | Клімат поселення | Клімат поселення | Клімат поселення | Клімат поселення | Клімат поселення | Клімат поселення | Клімат поселення | Клімат поселення | Клімат поселення | Клімат поселення | Клімат поселення | Клімат поселення |
| Показник                                      | Січ.             | Лют.             | Бер.             | Квіт.            | Трав.            | Черв.            | Лип.             | Серп.            | Вер.             | Жовт.            | Лист.            | Груд.            |                  |
| Середній максимум, °C                         | 5,52             | 7,50             | 12,02            | 16,49            | 21,93            | 25,00            | 23,95            | 23,34            | 19,34            | 14,38            | 8,54             | 4,64             |                  |
| Середня температура, °C                       | −0,39            | 1,58             | 6,13             | 10,60            | 16,04            | 19,10            | 20,10            | 19,48            | 15,49            | 10,50            | 4,67             | 0,77             |                  |
| Середній мінімум, °C                          | −6,28            | −4,3             | 0,24             | 4,70             | 10,15            | 13,20            | 16,23            | 15,61            | 11,61            | 6,64             | 0,82             | −3,1             |                  |
| Норма опадів, мм                              | 43               | 45               | 55               | 69               | 73               | 100              | 87               | 93               | 84               | 81               | 77               | 57               |                  |
| Середньомісячна швидкість вітру, м/с          | 1.97             | 2.20             | 2.59             | 2.52             | 2.40             | 2.10             | 2.06             | 1.80             | 1.90             | 1.90             | 2.00             | 2.00             |                  |
| Середньомісячна сонячна радіація, кДж/м²·день | 4052             | 6753             | 10559            | 14872            | 18954            | 20773            | 21450            | 18692            | 13858            | 8627             | 4521             | 3273             |                  |
| --------------------------------------------- | ---------------- | ---------------- | ---------------- | ---------------- | ---------------- | ---------------- | ---------------- | ---------------- | ---------------- | ---------------- | ---------------- | ---------------- | ---------------- |
| Джерело:                                      |                  |                  |                  |                  |                  |                  |                  |                  |                  |                  |                  |                  |                  |